# Norsälven

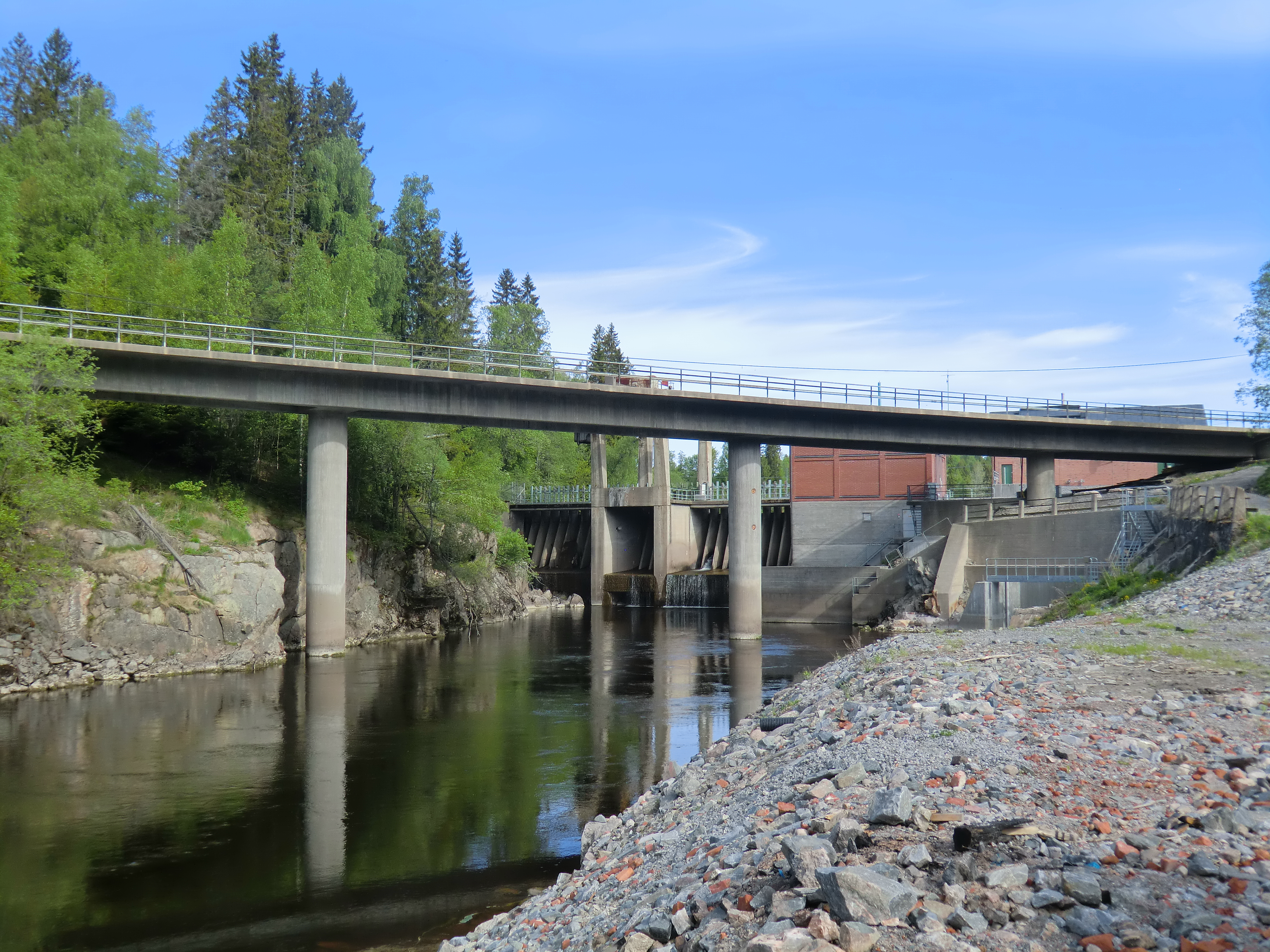
Norsälven vid Frykfors kraftstation.

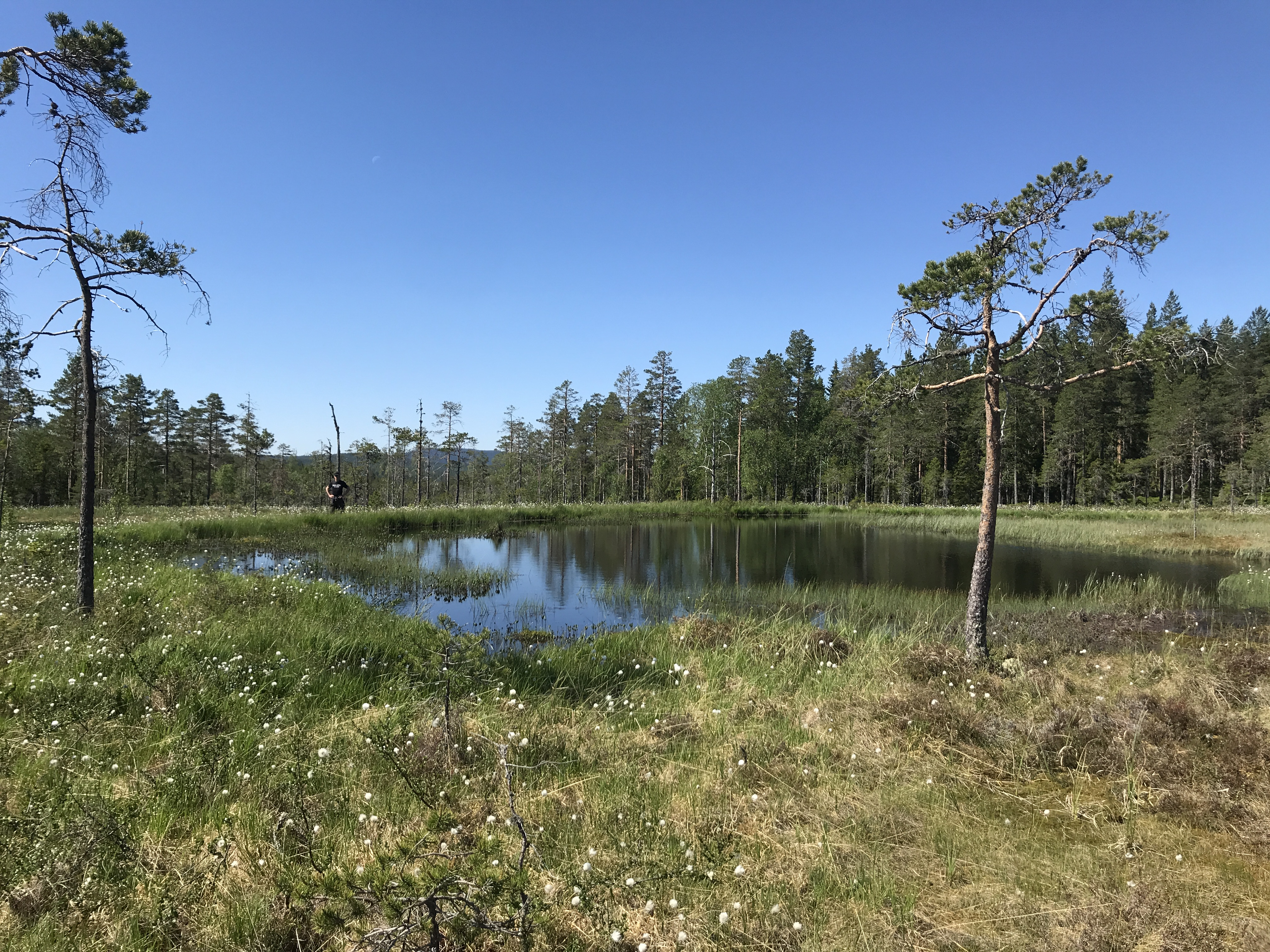
Norsälvens källa, ca 8 km väst om Branäs.

Norsälven (äldre namn Frika och Fryksälven)är ett vattendrag i Värmland som avvattnar Frykensjöarna, och rinner mellan Nedre Fryken och Vänern. Längden är 28 km. Om man även räknar Övre Frykens största tillflöde Ljusnan (Värmland) som källflöde, blir vattendragets totala längd 179 km. Avrinningsområdet är 4174 km², varav drygt 11 % ligger i Norge. Vid mynningen är medelvattenföringen 51,4 m³/s samt medelhögvattenföringen 192 m³/s. Det största biflödet är Rottnan, som mynnar i Mellanfryken. Norsälven ingår i Göta älvs huvudavrinningsområde.
Som flottningsled var Norsälven den tionde i ordningen av Sveriges älvar. Under 1950-talet flottades det årligen 6 230 000 stock eller 511 000 fastkubikmeter på älven.
Den rödlistade fisken asp leker i Norsälven.

## Kanalplaner Fryken-Norsälven-Vänern
År 1760 byggdes det på privat initiativ och bekostnad en kanalanläggning i Norsälvens mynning i Vänern.
Denna anläggning fick ingen fortsättning uppför älven. Vid 1700-talets slut gjordes en utredning av lantmäteriet som visade på svårigheter att gå den naturliga vägen via Norsälven, då där fanns ett flertal skattlagda mjölkvarnar, sågar, bruk och flera vattenverk.
År 1855 kom en ny beräkning på kanal. Kostnaden uppskattades då till 1,3 miljoner riksdaler. 
År 1901 kom nästa utredning av kanal från Frykensjöarna via Norsälven till Vänern för fartyg på cirka 600 ton. Kostnaden beräknades nu till drygt 6 miljoner kronor.
Under 1950-talet togs kanalfrågan upp på nytt. Nu var kostnaden uppe i 25-30 miljoner kronor för att få en farled för fartyg som skulle kunna leverera gods direkt från den europeiska kontinenten.
Men detta förslag förverkligades inte heller.

## Laxfiske

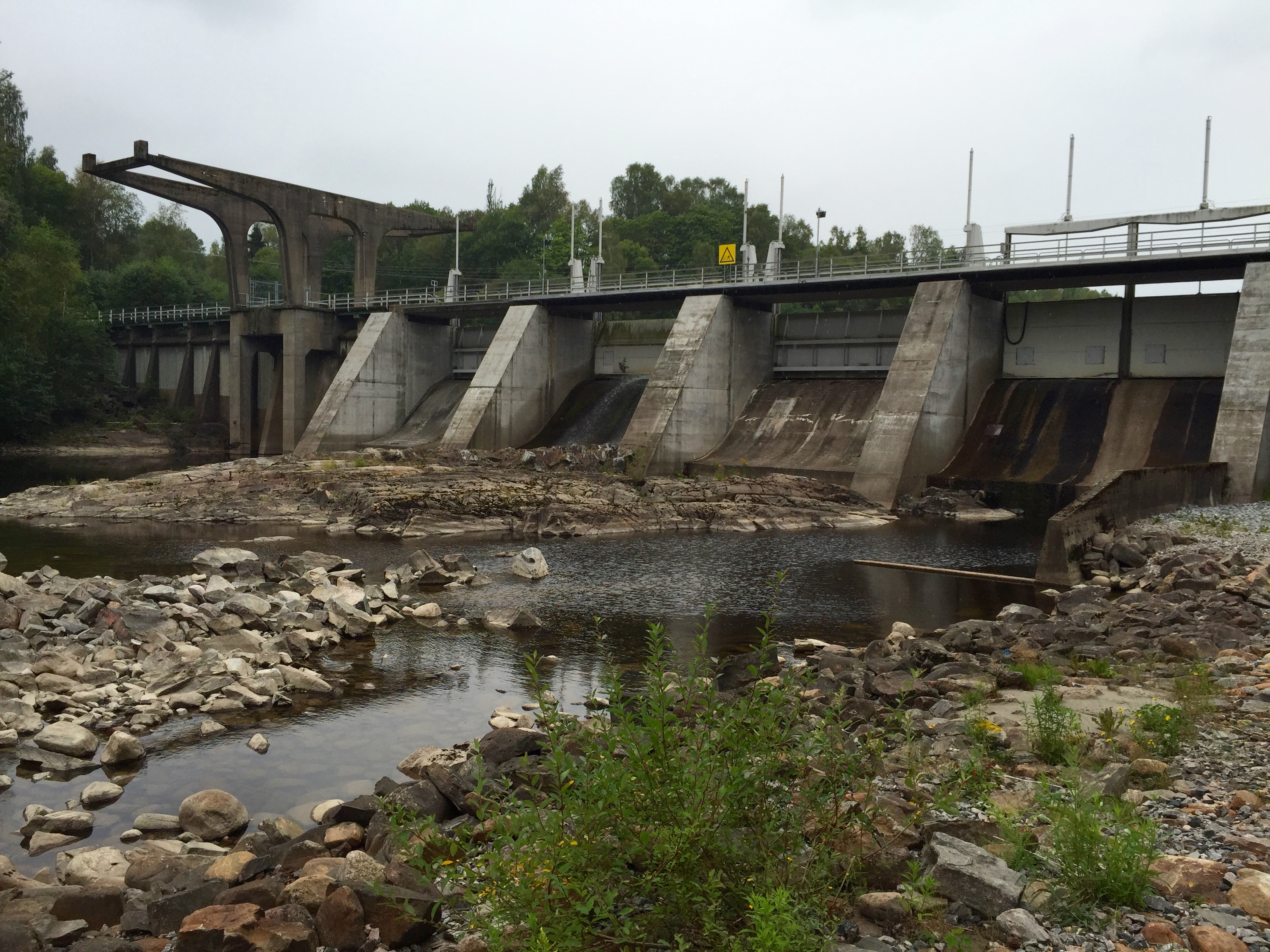
Dammen vid Edsvalla kraftverk.

Under medeltiden nyttjades i Norsälven flera notabla fångstställen för lax. Dessa fanns vid mynningen i Åsfjorden och längre upp i älven vid Trossnäs samt inte minst vid Frykforsen där laxfisket var som mest betydande.De första skriftliga bevisen på laxfisket i Norsälven härstammar från en Benedictus Elephson, som den 23 februari 1293 intygar om en mängd besittningar som tillfallit hans svägerskor Ingiburg och Margareta efter deras far, bl.a. "halva laxfisket i Thrasnes" (Trossnäs).
 På Fryksdals härads höstting år 1669 klagar de boende vid Fryken och dess tillflöden över att fisket i Norsälven alltför mycket stänger kungsådran. Påföljande år ersätts majoren Hildebrand Uggla för de kostnader han haft när han "utklagat de wattuwerken som Sven Camén och Mattias Plenningsköld byggt i Frykforsen".
 Om laxfisket i Edsvalla skriver Fernow år 1760: "Laxkar äro fem vid sågen och giver omkring 300 laxar årligen medan man innan hammaren byggdes kunde få 100 laxar om dagen". 
Frykfors kraftverk byggdes 1905 men laxfisket tog slut först 1944 efter att skyldigheten att hålla laxtrappa tagits bort och Edsvalla kraftverk börjat byggas.

## Edsvalla Bruk
Den första kända ansatsen att starta hammardrift i Edsvallaforsarna gjordes av en borgare i Karlstad, Olof Christoffersson som år 1644 fick privilegium utfärdat för järnbruksdrift i "Stora Norselfen". Något bygge blev dock aldrig av. Något år därefter gjorde Karlstads borgmästare Johan Börjesson Carlberg ansatser till hammarbygge, men avstod och byggde istället hamrar i Ranån, Fösked och anlade även Munkfors bruk. Inte heller Salomon Pedersen, vilken 1658 sökte privilegier, fullföljde sina avsikter. Det var istället dåvarande bruksförvaltaren, sedermera borgmästaren i Karlstad, Hermann Kolthoff, som den 7 januari 1673 fick privilegium att starta ett hammarverk i älven. Hermann Kolthoff hade redan 1671 upprättat kontrakt med fru Agneta Svenske, ägare till Riis och Trossnäs, om byggnadsplats och fäste för hammardamm på hennes mark liksom med välborne Andres Nilsson Bratt, ägare till Höglunda säteri och andra stranden. Tack vare det idealiska läget, med älven och Vänern som transportförbindelse till Göteborg och enorma tillgångar på vattenkraft, genomgick Edsvallabruket genom tiderna en positiv utveckling. Förutom stångjärnshamrarna tillkom valsverk, knipp och spiksmedjor, sågverk, kvarnar, väveri och klädestillverkning, tegelbruk, trämassefabrik, smälthytta och sulfitfabrik. Under 1870-talet var Edsvalla bruk faktiskt en av de större industrikoncernerna i Sverige. Industriepoken varade fram till 1967, då Edsvalla sulfitfabrik togs ur drift.